# Vena saphena magna
De vena saphena magna (afgekort VSM) of grote huidader der dij is een grote oppervlakkige ader die aan de binnenzijde van het been verloopt. De meeste spataders aan het been betreffen de VSM of haar zijtakken. Bij spataderoperaties wordt de VSM daarom vaak uitgeschakeld.

## Verloop
Vanaf de binnenzijde van de voetrug loopt het vóór de malleolus medialis (enkel), via de binnenzijde van het scheenbeen, de binnenzijde van de knie naar de lies waar het uitmondt in de vena femoralis. Deze uitmonding wordt de (VSM-)crosse genoemd.
Een aantal belangrijke zijtakken:
- Vena saphena accessoria: op het bovenbeen een zijtak naar de voor-buitenzijde van het bovenbeen
- Vaak is er iets beneden de knie een zijtak naar achter die verbinding maakt met de vena saphena parva.
- Op allerlei niveaus zijn er perforante venen, die verbinding maken met de diepgelegen venen in het bovenbeen.

## Belang
- Een groot deel van de zichtbare spataders op het been berusten op insufficiëntie van de VSM of zijtakken daarvan. 'Insufficiënt' betekent dat er belangrijke terugstroom van veneus bloed is, terug het been in. De kleppen die de stroomrichting in aders bepalen blijken niet meer te functioneren: ze zijn insufficiënt.
- De VSM wordt vaak als donorader gebruikt, voor bypass-operaties van het hart.

## Behandeling
Als besloten wordt de spataders te behandelen, wordt een insufficiënte VSM-crosse als eerste aangepakt.
Gangbare behandelopties zijn:
- Crossectomie: het onderbinden en doornemen van de crosse.
- Korte strip van de VSM: fysiek verwijderen van het vat tussen lies en knie.

Behandelopties in opkomst zijn:
- Foam-sclerose van de VSM: sclerotherapie met behulp van micro-foam.
- Endovasculaire lasertherapie: het vat wordt van binnenuit dichtgeschroeid, door laserlicht wat via een glasvezeldraad overgebracht wordt.